# Plantago radicata
El llantén aleznado o Plantago radicata, es una especie herbácea perteneciente a la familia de las plantagináceas. Es originaria del sur de Europa.

## Descripción
Es una hierba perennifolia, cespitosa, pubescente o glabrescente.  Hojas enteras, lineares, de 1 mm de anchura, reunidas en rosetas numerosas. Sin estípulas. Tallos floríferos hasta de 20 cm, sin hojas, simples, erectos o ascendentes. Flores actinomorfas, tetrámeras, dispuestas en espigas terminales. Brácteas ovado-lanceoladas, agudas. Sépalos de 2-3 mm, persistentes, soldados en la base, membranosos. Corola gamopétala, escariosa, con lóbulos patentes. Androceo con 4 estambres, largamente exertos, con filamentos libres e insertos en el tubo de la corola. Ovario súpero, estilo único. Fruto muy pequeño. Floración: junio a julio.

## Hábitat y Distribución
Se encuentra en matorrales, taludes, lugares húmedos, etc., en substrato preferentemente silíceo (esquistos), entre 1600 y 3000 m de altitud. Se halla en Sierra Nevada, en la Sierra de Los Filabres  y Sierra de Baza (Granada).

## Taxonomía
Plantago radicata fue descrita por Hoffmanns. & Link y publicado en Flore portugaise ou description de toutes les ... 1: 428. 1820
Etimología
Plantago: nombre genérico que deriva de "planta" que en latín significa "pie" y del verbo "ago", que significa "parecido", es decir, parecido a un pie por el parecido de las hojas con la planta del pie .
radicata: epíteto latino que significa "arraigada".